# Spalax uralensis
Spalax uralensis (Сліпак казахстанський) — вид роду сліпак (Spalax) родини сліпакові (Spalacidae).

## Проживання
Поширений в Казахстані (нижній басейн річки Урал, вздовж річок Уіл, Темір і Емба). Це степовий вид.

## Поведінка
Це самітницький підземний вид. Активний цілий рік. Пік активності копання навесні, мінімум у червні. Нори складні. Гніздо знаходиться на глибині від 0,9 до 3 м. Загальна довжина ходів 145–540 м. Цей вид живиться підземними частинами різних рослин, але основну частину раціону складає Elymus giganteus. Робить запаси продовольства вагою до 2,5 кг.

## Відтворення
Репродукція, як правило, відбувається один раз на рік навесні або влітку, деякі самиці можуть дати другий виводок восени. Розмір виводку 2-6.

## Загрози та охорона
Надмірний випас худоби, екстремально низькі температури взимку і посухи є загрозами. Внесений до Червоної книги Республіки Казахстан (3 категорія: рідкісний вид з обмеженим поширенням).